# إيلونا بورجروفا
إيلونا بورجروفا (بالتشيكية: Ilona Burgrová) مواليد 15 مارس 1984 في هرادتس كرالوفه، التشيك، هي لاعبة كرة سلة تشيكية. يبلغ طولها 6 قدم 5 بوصة (2.0 م). مثلت منتخب بلادها. شاركت في دورة الألعاب الأولمبية الصيفية سنة 2012. حققت المركز الثاني في بطولة كأس العالم لكرة السلة للسيدات 2010.

## سجل المنافسة
شاركت في المنافسات التالية:
- الألعاب الأولمبية الصيفية 2012
- كأس العالم لكرة السلة للسيدات 2014

## الميداليات
| الميدالية | المسابقة                                 |
| --------- | ---------------------------------------- |
| فضية      | بطولة كأس العالم لكرة السلة للسيدات 2010 |

## روابط خارجية
- إيلونا بورجروفا على موقع الاتحاد الدولي لكرة السلة (الإنجليزية)
- إيلونا بورجروفا على موقع كرة السلة الأوروبية.كوم (الإنجليزية)
- إيلونا بورجروفا على موقع كلية كرة السلة في سبورتس رفرنس.كوم (الإنجليزية)
- إيلونا بورجروفا على موقع بروبوليرز (الإنجليزية)
- إيلونا بورجروفا على موقع سبورتس رفرنس (الإنجليزية)
- إيلونا بورجروفا على موقع أوليمبيديا (الإنجليزية)
- إيلونا بورجروفا على موقع اللجنة الأولمبية التشيكية (التشيكية)